# 이한몸 다바쳐
"이한몸 다바쳐"는 1978년에 개봉한 대한민국의 영화이다.

## 캐스팅
- 민지환
- 전양자
- 유정희
- 최정훈
- 이해룡
- 추석양
- 김보미
- 한주열
- 이병만
- 이승열
- 최성호
- 황건
- 석운아
- 박나현
- 김미영
- 김미경
- 지용남
- 석인수
- 박광진